# Zabójstwo Katarzyny Zowady
Zabójstwo Katarzyny Zowady (nazywane także kryptonimem „Skóra”) – zabójstwo 23-letniej krakowskiej studentki religioznawstwa, dokonane pod koniec 1998 roku w Krakowie. Krótko przed zabójstwem matka Katarzyny Zowady zgłosiła jej zaginięcie. Zabójca po zabiciu ofiary zdjął z jej tułowia skórę oraz obciął kończyny. Do pracy nad rozwiązaniem sprawy włączono krakowską Policję, ekspertów policyjnych z Europy Południowej i Federalne Biuro Śledcze (FBI).
W związku z wyrokiem 31 października 2024 r. sprawca nadal jest niewiadomy.

## Zaginięcie
W 1998 roku Katarzyna Zowada rozpoczęła studia na Uniwersytecie Jagiellońskim. Według świadków była osobą miłą, jednak nieśmiałą i skrytą. W 1996 roku zmarł jej ojciec, przez co popadła w depresję. Osoby, które z nią studiowały, nie potrafiły wiele o niej powiedzieć. Dwa razy zmieniała kierunek studiów. Początkowo uczyła się psychologii, ale po jednym semestrze zrezygnowała z tego kierunku. Wkrótce rozpoczęła studia historyczne, ale szybko zrezygnowała z dalszej nauki tego przedmiotu. Trzecim kierunkiem studiów było religioznawstwo. Wiadomo było, że fascynowała się muzyką zespołu Grateful Dead. Kilka tygodni przed śmiercią przestała uczęszczać na zajęcia. Uważa się, że Katarzyna Zowada spotkała zabójcę podczas kupowania płyt na targach. Matka zamordowanej była przekonana, że Katarzyna chodzi na zajęcia.
12 listopada 1998 roku zgłoszono zaginięcie studentki. W dniu zaginięcia dziewczyna miała spotkać się z matką u lekarza na Osiedlu Uroczym o godzinie 18:00, lecz nigdy tam nie dotarła. Była ubrana w sztruksową kurtkę i czarne dżinsy. Podczas poszukiwania zaginionej matka, Bogusława, wynajęła detektywa.

## Śledztwo

### Znalezienie zwłok i początek śledztwa

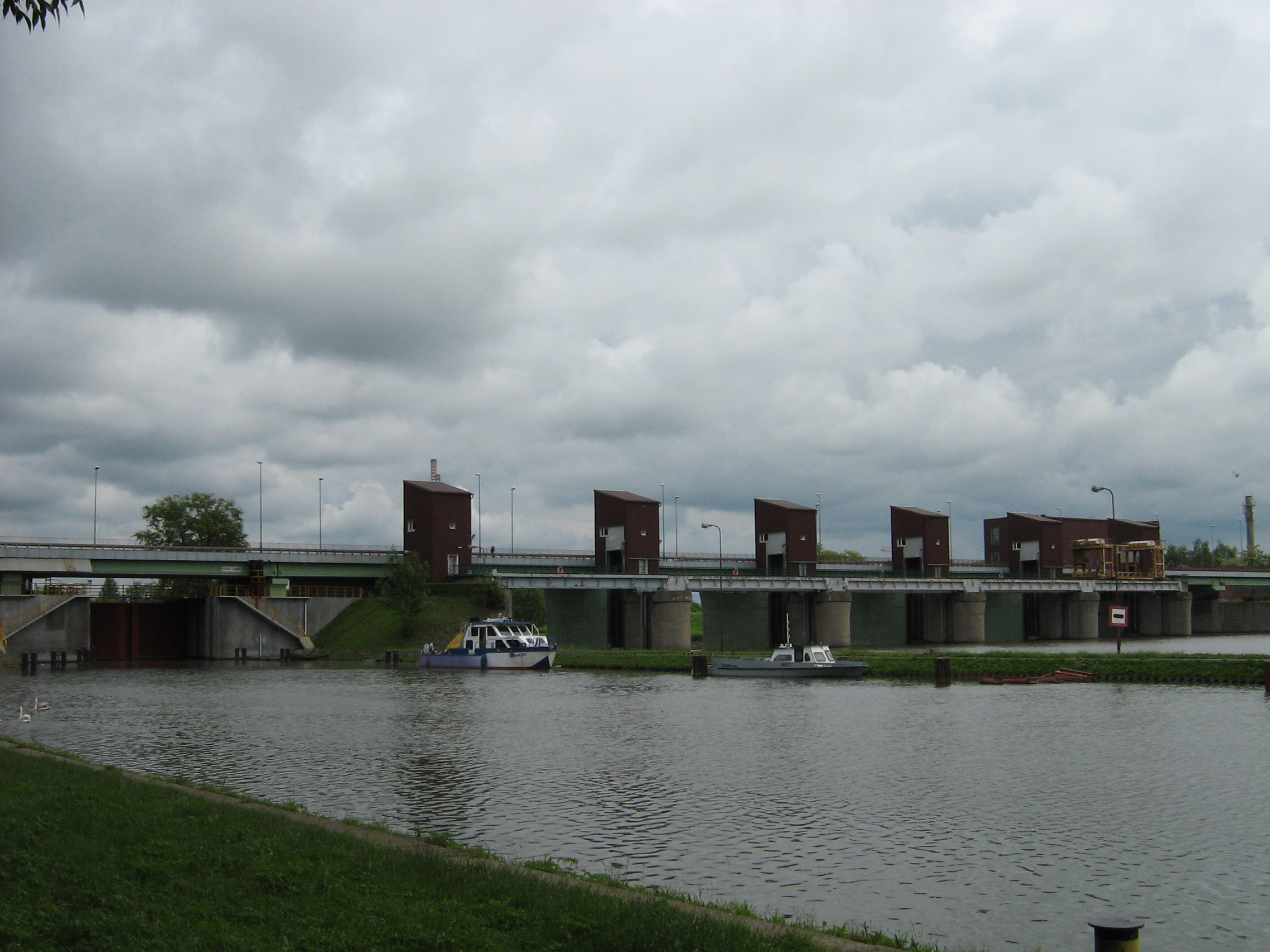
Wisła przed stopniem wodnym Dąbie, miejsce znalezienia szczątków

6 stycznia 1999 roku fragmenty zwłok Katarzyny Zowady znalazła załoga pchacza „Łoś”. Pływając statkiem niedaleko stopnia wodnego Dąbie na Wiśle w Krakowie nagle stracił prędkość. Załoga sprawdzając co się stało, znalazła, jak się okazało ludzką skórę okręconą wokół śruby napędowej. Następnego dnia załoga powiadomiła Policję o znalezisku. Fragmenty ciała, w tym nogę wyłowiono tego samego dnia. Początkowo zakładano, że zwłoki zniszczył pływający po rzece statek. Podczas badania znalezionych fragmentów ciała jednak stwierdzono, że skórę zdjęto z tułowia celowo oraz obcięto kończyny i głowę. Skórę spreparowano w taki sposób, aby tworzyła rodzaj body, które prawdopodobnie zakładał na siebie morderca. W celu identyfikacji ofiary przeprowadzono badania DNA (badanie było jednym z pierwszych wykonanych w Polsce). Pod koniec 1999 roku śledztwo umorzono. Skóra została celowo utrwalona po pierwszej sekcji zwłok.
Podczas śledztwa w 1999 roku wytypowano podejrzewanego mężczyznę, który często spacerował nad Wisłą. Nie znosił kobiet, a przynajmniej jedną z nich molestował. Policja jednak wykluczyła go z listy podejrzewanych.
W lipcu 2000 roku znaleziono niepochodzące od ofiary ślady biologiczne. Wykorzystano je do weryfikacji podejrzewanych osób. Poszukiwania nie przyniosły oczekiwanych wyników, przez co prokuratura ponownie umorzyła śledztwo w 2001 roku, zaś sprawę przejęła specjalna grupa policyjna do wyjaśniania trudnych spraw, nieformalnie nazywana Archiwum X (nawiązanie do serialu TV Z Archiwum X). Kilka lat później do rozwiązania sprawy zatrudniono jasnowidza.

### Rozważany związek z innymi morderstwami
W podkrakowskiej Brzyczynie, pochodzący z Rosji student, Władimir W. zabił swojego ojca i odpreparował mu skórę z głowy. Zszył ją na kształt czapki-kominiarki i zakładał na głowę, aby przed dziadkiem udawać swojego ojca. Władimir W. studiował na Uniwersytecie Jagiellońskim w Krakowie. Policja weszła do jego domu 31 maja 1999 roku. Podczas przeszukania domu nie znaleziono śladu należącego do Katarzyny Zowady. Władimir W. został deportowany do Rosji, gdzie odbywa karę za zabójstwo ojca.
W 2005 roku w Parku Jerzmanowskich w Krakowie odnaleziono zwłoki bez głowy. Policja podejrzewała, że za zabójstwami z 1999 i 2005 roku stała ta sama osoba. Osobę odpowiedzialną za mord w Parku Jerzmanowskich odnaleziono w 2011 roku.

### Nowe dowody
W wyniku znalezienia szczątków roślinności oraz włókien pochodzenia organicznego, na początku 2012 roku wznowiono śledztwo. Podjęto decyzję o ekshumacji szczątków ofiary w celu wykonania ponownej sekcji zwłok. Badania przeprowadzili eksperci z Zakładu Medycyny Sądowej Instytutu Ekspertyz Sądowych oraz z Laboratorium Kryminalistycznego Komendy Wojewódzkiej Policji w Krakowie. Botanicy stwierdzili, że znalezione szczątki nie pochodziły ze środowiska wodnego, zaś występowanie rośliny jest ograniczone tylko do pewnych miejsc. Dzięki temu stwierdzono, że zabójstwa nie przeprowadzono nad rzeką. Stwierdzono również, że kobietę torturowano przed śmiercią. Na początku 2014 roku krakowscy śledczy powołali biegłych z FBI w celu rozwiązania zagadki. Według specjalistów z FBI zabójca miał być nieszkodliwym dziwakiem. W lutym 2014 roku śledztwo przejęła Prokuratura Apelacyjna w Krakowie. 14 października 2014 roku przedłużono śledztwo do 31 stycznia 2015 roku, jednak nie znaleziono pozostałych części ciała.
17 października 2016 roku ekipa płetwonurków, poszukująca wcześniej ciała Ewy Tylman, rozpoczęła przeszukiwania dna Wisły w celu znalezienia reszty zwłok. Obszar przeszukiwań obejmował rejon od Wawelu do stopnia wodnego Dąbie. Grupę płetwonurków wyposażono w sprzęt wykrywający anomalia pod warstwą mułu.

## Opinie ekspertów i hipotezy
Zakładano, że morderca mógł być rzeźnikiem lub lekarzem. Psychologowie przyjęli, że zabójca celowo wybrał tę studentkę, gdyż, będąc osobą samotną cierpiącą na depresję, stanowiła łatwą ofiarę. Zdjęcie skóry miało stanowić rodzaj fetyszyzmu, zaś morderstwo miało charakter seksualny. Niektórzy podważyli ten motyw, uważając, że mordercy seksualni powtarzają swoje zbrodnie. Według tzw. Archiwum X sprawca mógł znaleźć źródło zaspokojenia (tym czynem bądź jakimś innym), przez co nie popełnił dalszych morderstw. Nie wykluczono, że zabójca wyjechał poza Polskę, zmarł bądź odbywał karę w więzieniu za inne przestępstwo.
W październiku 2016 roku prokuratura przedstawiła nowe fakty w śledztwie. Wysunięto hipotezę, że potencjalny morderca mógł znać sztuki walki oraz że w zabójstwie studentki mogło brać udział kilka osób. Według jednej z hipotez mordercą i sprawcą zdjęcia skóry miała nie być jedna osoba, zaś obu czynności mieli dokonać niezależnie od siebie różni sprawcy. Przypuszczano również, że Katarzyna Zowada mogła zginąć w wypadku lub popełniła samobójstwo, zaś inna osoba znalazła i wykorzystała jej ciało. Charakterystyczne rozstępy na skórze dziewczyny zostały opisane w literaturze medycznej jako mogące pojawić się w trzech przypadkach – w wyniku upadku z dużej wysokości, wypadku samochodowego przy prędkości powyżej 80 kilometrów na godzinę lub strzału w usta. Ostatecznie teorię o zgonie w wypadku odrzucono.

## Aresztowanie
4 października 2017 r. zatrzymano podejrzewanego w tej sprawie Roberta Janczewskiego, 52-letniego mieszkańca Krakowa zwanego przez znajomych i sąsiadów dziwakiem. Robert Janczewski został zgłoszony jako podejrzewany przez do dziś anonimowego informatora. Mężczyzna trenował kulturystykę i sztuki walki, odbył zastępczą służbę wojskową w szpitalu zakonnym (tam pomagał w działającym wówczas prosektorium). Przez pewien czas pracował w Instytucie Zoologii, gdzie zajmował się sprzątaniem klatek zwierząt. W jego profilu psychologicznym wątpliwi biegli wskazywali sadyzm oraz skłonności do nękania kobiet. Ustalono, że odwiedzał grób zamordowanej dziewczyny. Jedna z nich, jego sąsiadka, była przez niego śledzona, nękana i podglądana. Morderstwo opisał w pamiętniku.

Wokół śledztwa narosło wiele mitów. Jeden z nich dotyczył pracy Janczewskiego w instytucie zoologii. Według doniesień medialnych został z niego zwolniony po tym, jak podczas swojej zmiany zabił wszystkie króliki doświadczalne. Monika Góra z Dużego Formatu dotarła do prof. Zbigniewa Dąbrowskiego, ówczesnego przełożonego Janczewskiego, który stwierdził, że mężczyzna nie został zwolniony z powodu zabicia zwierząt. Miał zresztą takie prawo, wynikające ze specyfiki pracy.
„– Robili jakieś badania na nornicach. To była trudna hodowla, bo to są dzikie zwierzęta, często wyskakują z klatek. Robert dostawał same ciężkie prace, w każdą sobotę i niedzielę musiał przychodzić. Jak odszedł, to połowa tych myszy zdechła, bo jego szefowa nie potrafiła się nimi zająć. Robert bardzo dobrze tę hodowlę prowadził. Trochę się zbuntował, chyba dlatego się zwolnił – tłumaczył profesor Dąbrowski”.
Dziennikarka Monika Góra wykazuje, że jej zdaniem Robert Janczewski jest niewinny, a skazany został na podstawie poszlak, a nie dowodów. W dodatku jej zdaniem Policja nie sprawdziła świadka, któremu zarzuca motyw, a który miał powiązania z Policją, a przez pewien czas był podejrzewanym. W 2023 roku wydała książkę pt. Kryptonim Skóra, w której w formie reportażu przedstawia zaniedbania Policji i wnioski z własnego śledztwa.

## Wyroki
14 września 2022 roku Sąd Okręgowy w Krakowie skazał Roberta Janczewskiego na karę dożywotniego pozbawienia wolności. Zarówno rozprawy, jak i przytoczenie powodów wyroku odbyło się z wyłączeniem jawności. Wyrok nie był prawomocny, a jeden z obrońców oskarżonego złożył apelację.
31 października 2024 r. Sąd Apelacyjny w Krakowie zmienił wyrok pierwszej instancji i uniewinnił Roberta Janczewskiego w oparciu o zasadę in dubio pro reo oraz nakazał zwolnienie go z aresztu śledczego, w którym tymczasowe aresztowanie trwało siedem lat.

## W literaturze
W 2022 roku ukazała się powieść kryminalna pt. Wielki Pies, inspirowana zabójstwem Katarzyny Zowady. Autorem powieści jest Aleksander Sowa. 
W 2023 roku ukazał się reportaż Moniki Góry pt. Kryptonim Skóra, w którym przedstawia zaniedbania Policji i wnioski z własnego śledztwa dziennikarskiego.